# Štiritaktni motor
Štiritaktni motor je motor z dvižnim batom, ki opravi delovni krog v štirih taktih. Pri štiritaktnem motorju takt obsega enosmerni premik bata iz ene mrtve točke v drugo, pri čemer ročična gred opravi polovico obrata. 

## Postopek delovanja štiritaktnega motorja
- 1. takt - sesanje. Bat, ki stoji v zgornji mrtvi točki se pomakne navzdol. Medtem se odpre sesalni ventil in bat vsesa v valj zrak (pri motorjih z direktnim vbrizgom goriva) ali mešanico goriva in zraka. Ko bat prispe v spodnjo mrtvo točko, se vhodni ventil zapre.

- 2. takt - stiskanje (kompresija). Bat se premakne navzgor in v zaprtem valju stisne prisoten plin (glej kompresija, zgoščevalno razmerje). Ko se, pri Ottovem motorju z uplinjačem ali neposrednim vbrizgom bencina, svečka sproži iskro. Pri motorjih z neposrednim vbrizgom goriva, črpalka tik pred vrnitvijo bata k zgornji mrtvi točki, v valj vbrizga gorivo. To velja za dieselske motorje, pa tudi za moderne bencinske motorje z direktnim vbrizgom. Bat s premikom navzgor mešanico zraka in goriva zgosti, zato v njem tlak do vžiga narašča.

- 3. takt - delo (ekspanzija). Malo pred dosego zgornje mrtve točke svečkina iskra vžge stisnjeno mešanico goriva in zraka (predvžig). Trenutek vžiga se pri večini motorjev spreminja v odvisnosti od vrtilne hitrosti motorja. Pri dieselskih motorjih gorivo vžge toplota, ki nastane pri stiskanju zraka. Ker se pri zgorevanju plin razširja, potisne bat ponovno navzdol. Bat pri tem opravi mehansko delo.

- 4. takt - izpuh. Ko bat prispe na spodnjo mrtvo točko, se odpre izhodni ventil. Bat med pomikanjem proti zgornji mrtvi točki iztisne izpušne pline. Na koncu tega takta se pojavi navzkrižno delovanje ventilov. Preden bat prispe do zgornje mrtve točke, se že ponovno odpre vhodni ventil za pritok zraka, potrebnega za nov krog delovanja motorja. Pri tem se lahko pojavi prenizek pritisk, zaradi katerega mešanica ali vsesan zrak pritisne na bat v nasprotni smer batnega premika. Predhodno odpiranje vhodnega ventila bi naj omogočilo dotok čim več svežega zraka ali mešanice goriva in zraka. Takoj zatem, ko bat prispe do zgornje mrtve točke, se izhodni ventil zapre.

Začetni položaj, sesanje in stiskanje

Vžiganje goriva, delo in izločanje

## Zasnova
Na vsakem valju je nameščen vsaj en vhodni in vsaj en izhodni ventil, obstajajo pa tudi motorji s tremi ali štirimi ventili na enem valju. Avtomobili znamke Audi imajo na valjih nameščenih celo pet ventilov. Motorji s štirimi ventili so v primerjavi z dvoventilnimi močnejši, saj je tudi izmenjava plinov preprostejša.  Šestnajstventilni motorji so običajno štirivaljni motorji, ki imajo na vsakem valju nameščene po štiri ventile. 
Ventile uravnavajo odmične gredi. Slednje poganjajo zobniki, običajno s pomočjo zobatega jermena ali prek verige, in tečejo s polovičnim številom vrtljajev zobnikov. Če leži odmična gred na spodnjem delu (t. ne nad ventili), se ventile upravlja s pomočjo t. i. dročne palice, običajno v povezavi s sklopno palico za upravljanje viseče nameščenih ventilov (motorji OHV - overhead valves). Če leži odmična gred na zgornjem delu, dročne palice niso potrebne (motorji z OHC - overhead camshaft, danes največkrat uporabljen način izdelave pri osebnih vozilih). V slednjem primeru se z ventili upravlja s pomočjo sklopne ali vlečne palice. Uporaba dveh zgoraj ležečih odmičnih gredi (motorji z DOHC-sistemom - double overhead camshaft) zaradi ugodnejše namestitve ventilov omogoča optimalno, obliko polkroglaste gorilne posode glave valja in omogoča neposredno upravljanje z ventili prek dročnika. 
Prednost štiritaktnega pred dvotaktnim motorjem je skoraj optimalno ločevanje čistih in umazanih plinov, kar posledično vodi k manjši porabi goriva in boljšemu izgoravanju v motorju. Štiritaktni motorji, v primerjavi z dvotaktnimi, tudi ne pokurijo lastnega mazalnega olja. Pri štiritaktnem motorju olje kroži od črpalke, ki jo poganjajo zobniki in ki črpa olje k mestom, na katerih prihaja do drgnjenja ter zatem odteče po kanalih in ceveh nazaj v zbiralnik. Slaba stran štiritaktnih motorjev v primerjavi z dvotaktnimi je (vsaj teoretično) manjša delovna gostota in mehansko zahtevnejša zgradba motorja. Štiritaktni motor mora zaradi sistema mazanja biti postavnjen navpično, medtem ko dvotaktni motor lahko deluje v kateremkoli položaju (uporaba v verižnih žagah in ostalih prenosnih delovnih orodjih z bencinskim motorjem).  
Štiritaktne motorje danes najpogosteje najdemo v avtomobilih, motociklih in celo pri najmanjših motociklih, s prostornino motorja do 50 kubičnih centimetrov.